# Durio mansonii
Durio mansonii là một loài thực vật có hoa trong họ Cẩm quỳ. Loài này được (Gamble) Bakh. mô tả khoa học đầu tiên năm 1924.